# Бригітта Гельм
Бригі́тта Гельм (нім. Brigitte Helm, справжнє ім'я Бригі́тта Є́ва Гізе́ла Шиттенге́льм (Brigitte Eva Gisela Schittenhelm; 17 березня 1899, Берлін, Німецька імперія — 11 червня 1996, Аскона, Швейцарія) — німецька акторка, яка стала відомою завдяки виконанню ролі Марії у фільмі Фріца Ланга «Метрополіс» (1927).

## Життєпис
Бригітта Єва Гізела Шиттенгельм народилася в сім'ї прусського офіцера; втратила батька коли їй було чотири роки. У 1916—1924 роках навчалася в притулку в Верфтпфуле в Бранденрурзі і виступала на сцені шкільного театру. У 1920-му знялася замість сестри Гайді в одному культурфільмі. У 1924 році мати послала режисерові Фріцові Лангу її світлину, а той запросив її на проби, і абсолютно невідома акторка була затверджена на подвійну жіночу роль в «Метрополісі» — Марії і робота-Лжемарії. Після цього кіностудія UFA запропонувала їй десятирічний контракт.
За час дії контракту Бригітта Гельм зіграла у трьох десятках фільмів — переважно граючи головні ролі. Спочатку це були майже виключно ролі «жінок-вамп», проте згодом акторка добилася розширення свого амплуа. Серед фільмів за її участю найвідоміші постановки Георга Пабста «Кохання Жанни Ней» (Die Liebe der Jeanne Ney, 1927, за романом Іллі Еренбурга) і «Неправдивий шлях» (Abwege, 1928), фільм Генріка Галеєна «Альрауне» (1928) і його звуковий ремейк 1930 року Ріхарда Освальда, фільм Марселя Л'Ерб'є «Гроші» (L'Argent, 1928). З появою звукового кіно Бригітта Гельм продовжувала успішно зніматися, причому іноді грала відразу в декількох іншомовних версіях фільмів — наприклад, в німецькому і французькому варіантах фільму «Глорія» (Gloria, 1931); німецькому, французькому і англійському варіантах фільму Пабста «Атлантида» (нім. Die Herrin von Atlantis, фр. L'Atlantide, англ. The Lost Atlantis, 1932) та інших. Режисер Джеймс Вейл мав намір залучити акторку до роботи у фільмі «Наречена Франкенштейна», але з низки причин домовитися не вдалося.
Після приходу до влади в Німеччині нацистів Бригітті Гельм було пред'явлено звинувачення в «расовому забрудненні нації» на тій основі, що вона перебувала у шлюбі з промисловцем-євреєм Гуго Кунгаймом. Акторка в 1935 році емігрувала до Швейцарії, де мешкала зі своїм чоловіком та народила чотирьох дітей. Вона ніколи більше не знімалася в кіно і категорично відмовлялася давати інтерв'ю, якщо запитання зачіпали її кінематографічну кар'єру.
У 1968 році Бригітта Гельм була відзначена почесною національною премією «Deutscher Filmpreis» за видатні заслуги перед німецьким кінематографом.
Бригітта Гельм померла 11 червня 1996 в Асконі (Швейцарія) і була похована на місцевому кладовищі.

## Фільмографія (вибіркова)
| Рік  |   | Українська назва            | Оригінальна назва                     | Роль                                         |
| ---- | - | --------------------------- | ------------------------------------- | -------------------------------------------- |
| 1927 | ф | Метрополіс                  | Metropolis                            | Людина-машина / Марія                        |
| 1927 | ф | На краю світу               | Am Rande der Welt                     | Магда                                        |
| 1927 | ф | Кохання Жанни Ней           | Die Liebe der Jeanne Ney              | Габріель                                     |
| 1928 | ф | Альрауне                    | Alraune                               | Альрауне тен Брінкен                         |
| 1928 | ф | Яхта семи гріхів            | Die Yacht der sieben Sünden           | Марфа Петрівна                               |
| 1928 | ф | Неправдивий шлях            | Abwege                                | Ірена Бек                                    |
| 1928 | ф | Таємниці сходу              | Geheimnisse des Orients               |                                              |
| 1928 | ф | Гроші                       | L'argent                              | баронеса Сандорф                             |
| 1929 | ф | Скандал у Баден-Бадені      | Skandal in Baden-Baden                | Віра Керстен                                 |
| 1929 | ф | Чудова брехня Ніни Петрівни | Die wunderbare Lüge der Nina Petrowna | Ніна Петрівна                                |
| 1929 | ф | Манолеску — король злодіїв  | Manolescu — Der König der Hochstapler | Клео                                         |
| 1930 | ф | Альрауне                    | Alraune                               | Альрауне тен Брінкен / Альма, дівчина в барі |
| 1930 | ф | Співаюче місто              | Die singende Stadt                    | Клер Лансдорф, молода вдова                  |
| 1931 | ф | Секретна служба             | Im Geheimdienst                       | Віра Ланська                                 |
| 1931 | ф | Глорія                      | Gloria                                | Марія / Віра Латур                           |
| 1932 | ф | Графиня Монте-Крісто        | Die Gräfin von Monte-Christo          | Жаннета Гейдер                               |
| 1932 | ф | Атлантида                   | Die Herrin von Atlantis               | Антінея                                      |
| 1932 | ф | Блакитний Дунай             | The Blue Danube                       | графиня Габріель                             |
| 1932 | ф | Один з нас                  | Eine von uns                          | Гізела Крон                                  |
| 1932 | ф | Медовий місяць утрьох       | Hochzeitsreise zu dritt               | Аніта Берндт                                 |
| 1932 | ф | Весільна подорож            | Voyage de noces                       | Аніта Пагліоне                               |
| 1933 | ф | Марафонський бігун          | Der Läufer von Marathon               | Длора Стейкопф                               |
| 1933 | ф | Зірка Валенсії              | L'étoile de Valencia                  | Маріон Саведра                               |
| 1933 | ф | Гарні дні в Арангуезі       | Die schönen Tage von Aranjuez         | Ольга                                        |
| 1933 | ф | Прощавайте, щасливі днинки  | Adieu les beaux jours                 | Ольга                                        |
| 1933 | ф | Інге і мільйони             | Inge und die Millionen                | Інга, секрктарка                             |
| 1934 | ф | Золото                      | L'or                                  | Флоренс Вайллз                               |
| 1934 | ф | До прірви                   | Vers l'abîme                          | Карина                                       |
| 1934 | ф | Острів                      | Die Insel                             | Карина                                       |
| 1934 | ф | Князь Воронцов              | Fürst Woronzeff                       | Діана Морель                                 |
| 1935 | ф | Таємниця Воронцова          | Le secret des Woronzeff               | Діана                                        |
| 1935 | ф | Ідеальний чоловік           | Ein idealer Gatte                     | леді Гертруда Чилтерн                        |

## Визнання
| Нагороди та номінації Бригітти Гельм | Нагороди та номінації Бригітти Гельм                                                | Нагороди та номінації Бригітти Гельм                                                | Нагороди та номінації Бригітти Гельм |
| Рік                                  | Категорія                                                                           | Фільм                                                                               | Результат                            |
| ------------------------------------ | ----------------------------------------------------------------------------------- | ----------------------------------------------------------------------------------- | ------------------------------------ |
| Deutscher Filmpreis                  |                                                                                     |                                                                                     |                                      |
| 1968                                 | Почесна премія — За видатний багаторічний особистий внесок в німецький кінематограф | Почесна премія — За видатний багаторічний особистий внесок в німецький кінематограф | Перемога                             |